# يوجينيا غيلبرت
يوجينيا غيلبرت (بالإنجليزية: Eugenia Gilbert)‏ هي ممثلة أمريكية، ولدت في 18 نوفمبر 1902 في الولايات المتحدة، وتوفيت في 8 ديسمبر 1978 بسانتا مونيكا في الولايات المتحدة.

## أعمال

### أفلام
- (1925) سبع فرص

## وصلات خارجية
- يوجينيا غيلبرت على موقع IMDb (الإنجليزية)
- يوجينيا غيلبرت على موقع ألو سيني (الفرنسية)
- يوجينيا غيلبرت على موقع أول موفي (الإنجليزية)
- يوجينيا غيلبرت على موقع قاعدة بيانات الأفلام السويدية (السويدية)
- يوجينيا غيلبرت على موقع قاعدة بيانات الفيلم (الإنجليزية)
- يوجينيا غيلبرت على موقع كينوبويسك (الروسية)